# Alternaria longipes
Alternaria longipes är en svampart som först beskrevs av Ellis & Everh., och fick sitt nu gällande namn av E.W. Mason 1928. Alternaria longipes ingår i släktet Alternaria och familjen Pleosporaceae.   Inga underarter finns listade i Catalogue of Life.